# Armorial des Bragance
- certaines figures sont encore dans un format bitmap et doivent être vectorisées.

Cette page donne les armoiries (figures et blasonnements) des membres de la maison de Bragance.

## Ancêtres des Bragance
| Figure | Prince et blasonnement |
| ------ | --- |
|        | Jean Ier, Roi de Portugal D'argent aux cinq écussons d'azur disposés en croix, l'écussons latérales couchés, chaque écusson semé de besants d'argent (usuellement cinq disposés en sautoir), à la bordure de gueules semé de châteaux d'or et chargé des quatre bouts évidents d'une croix fleurdelisé de sinople |
|        | Nuno Álvares Pereira, Connétable de Portugal De gueules à la croix fleurdelisée d'argent, chargée d'une croisette du champ |

## Maison de Bragance
| Figure | Prince et blasonnement |
| ------ | --- |
|        | Ducs de Bragance, issus du Duc Alphonse Ier de Bragance, enfant illégitime du Roi Jean Ier de Portugal et de sa femme Béatrice Pereira, fille et héritière du Connétable Nuno Álvares Pereira armoiries iniciales: D'argent, au sautoir de gueules chargé avec cinq écussons d'azur, chaque écusson chargé de cinq besants d'argent. Ce sont des Armes à enquerre armoiries alternatives avant 1481 : D'argent, au sautoir de gueules chargé avec cinq écus, chaque écu d'argent aux cinq écussons d'azur disposés en croix, l'écussons latérales couchés, chaque écusson semé de besants d'argent (usuellement cinq disposés en sautoir), à la bordure de gueules semé de châteaux d'or et chargé des quatre bouts évidents d'une croix fleurdelisé de sinople armoiries alternatives depuis 1481 : D'argent, au sautoir de gueules chargé avec cinq écus, chaque écu d'argent à cinq écussons d'azur disposés en croix, chaque écusson chargé de cinq besants d'argent, à la bordure de gueules chargé de sept châteaux d'or, un filet de sable en contre-bande sur tout armoiries des ducs comme membres de la Maison Royal de Portugal, d'environ 1495 à 1640 : D'argent à cinq écussons d'azur disposés en croix, chaque écusson chargé de cinq besants d'argent, à la bordure de gueules chargé de sept châteaux d'or, lambel de trois pieds posé sur le tout, deux des pieds chargé avec panneaus, chaque panneau parti, le premier d'or avec quatre pales de gueules, le second écartelé en sautoir, le I et le IV d'or avec quatre pales de gueules, le II et le III d'argent avec une aigle de sable armoiries des ducs comme princes héritiers de Portugal, à partir de 1640 : D'argent à cinq écussons d'azur disposés en croix, chaque écusson chargé de cinq besants d'argent, à la bordure de gueules chargé de sept châteaux d'or, lambel de trois pieds posé sur le tout, les trois pieds vierges |

## Maison Royale dePortugal
| Figure | Prince et blasonnement |
| ------ | --- |
|        | Rois de Portugal de la Dynastie de Bragance D'argent à cinq écussons d'azur disposés en croix, chaque écusson chargé de cinq besants d'argent, à la bordure de gueules chargé de sept châteaux d'or |
|        | Héritiers de Portugal de la Dynastie de Bragance : Prince héritier (de 1640 à 1645), Prince du Brésil (de 1645 à 1808), Prince Royal (à partir de 1808) D'argent à cinq écussons d'azur disposés en croix, chaque écusson chargé de cinq besants d'argent, à la bordure de gueules chargé de sept châteaux d'or, lambel de trois pieds posé sour le tout, les trois pieds vierges |
|        | Aînées des Princes héritiers de Portugal de la Dynastie de Bragance: Prince de Beira (à partir de 1734) D'argent à cinq écussons d'azur disposés en croix, chaque écusson chargé de cinq besants d'argent, à la bordure de gueules chargé de sept châteaux d'or, lambel de trois pieds posé sur le tout, chaque pied chargé d'une rose                                            |
|        | 1er consort de la Reine Marie II de Portugal - Auguste de Beauharnais duc de Leuchtenberg, duc de Navarre, duc de Santa Cruz et prince consort de Portugal (1834-1835) |
|        | 2e consort de la Reine Marie II de Portugal - Ferdinand de Saxe-Cobourg et Gotha prince consort de Portugal (1836-1837), roi consort de Portugal, Ferdinand II (1837-1853) |

## Maison Impériale duBrésil
| Figure | Prince et blasonnement |
| ------ | --- |
|        | Empereurs et chefs de la Maison impériale du Brésil armoiries sous la Dynastie de Bragance : De sinople, à la sphère armillaire d'or sur une croix de l'Ordre du Christ, entourée d'un anneau d'azur chargé de vingt étoiles d'argent armoiries sous la Dynastie d'Orléans-Bragance : De sinople, à la sphère armillaire d'or sur une croix de l'Ordre du Christ, entourée d'un anneau d'azur chargé de vingt étoiles d'argent ; sur le tout un écusson d'azur aux trois fleurs de lys d'or chargé d'un lambel d'argent à trois pendants d'argent. |
|        | Héritiers du Brésil: Prince Imperial armoiries sous la Dynastie de Bragance : De sinople, à la sphère armillaire d'or sur une croix de l'Ordre du Christ, entourée d'un anneau d'azur chargé de vingt étoiles d'argent armoiries sous la Maison d'Orléans-Bragance : De sinople, à la sphère armillaire d'or sur une croix de l'Ordre du Christ, entourée d'un anneau d'azur chargé de vingt étoiles d'argent ; sur le tout un écusson d'azur aux trois fleurs de lys d'or et au lambel de trois pieds d'argent                                    |
|        | Prétendants au trône brésilien de la Dynastie de Saxe-Coburgo-Bragança (pt). De sinople, à la sphère armillaire d'or sur une croix de l'Ordre du Christ, entourée d'un anneau d'azur chargé de vingt étoiles d'argent ; sur le tout un écusson burelé de sable et d'or, au crancelin de sinople, brochant en bande sur le tout. (Rameaux qui proviennent de la princesse impériale Léopoldine de Bragance (1847-1871), deuxième fille de l'Empereur Pedro II).                                                                                     |

## Branches cadettes
| Figure | Prince et blasonnement |
| ------ | --- |
|        | Comtes de Vimioso, issus de Alphonse, Évêque d'Évora et enfant naturel de Alphonse, Marquis de Valença et premier enfant du Duc Alphonse Ier de Bragance D'argent, au sautoir de gueules chargé avec cinq écussons d'azur, chaque écusson chargé de cinq besants d'argent et de quatre croix fleurdelisées d'argent, chaque une chargé d'une croisette de gueules'' |
|        | Comtes de Faro, issus de Alphonse, troisième enfant du Duc Ferdinand Ier de Bragance Écartelé en sautoir d'argent et d'or, au sautoir de gueules sur le tout chargé avec cinq écussons d'azur, chaque écusson chargé de cinq besants d'argent |
|        | Ducs de Cadaval, issus de Álvaro, quatrième enfant du Duc Ferdinand Ier de Bragance armoiries de Álvaro, Seigneur de Cadaval, après son mariage avec Philipa de Melo : Écartelé, le I et III d'argent au sautoir de gueules chargé avec cinq écussons d'azur, chaque écusson chargé de cinq besants d'argent, le II et IV d'or avec six billets de gueules, chaque un chargé d'un besant d'argent armoiries des descendants de Álvaro à partir d'environ 1555, ensuite Ducs de Cadaval : D'argent, au sautoir de gueules chargé avec cinq écussons d'azur, chaque écusson chargé de cinq besants d'argent et de quatre croix fleurdelisées d'argent, chaque une chargé d'une croisette de gueules'' |
|        | Comtes d'Assumar Écartelé, le I et III d'argent au sautoir de gueules chargé avec cinq écussons d'azur, chaque écusson chargé de cinq besants d'argent et de quatre croix fleurdelisées d'argent, chaque une chargé d'une croisette de gueules le II et IV d'or avec six billets de gueules, chaque un chargé d'un besant d'argent. |
|        | Ducs de Lafões, issus de Michel de Bragance, enfant illégitime du Roi Pierre II de Portugal premières armoiries de Michel de Bragance: D'argent à cinq écussons d'azur disposés en croix, chaque écusson chargé de cinq besants d'argent, à la bordure de gueules chargé de sept châteaux d'or, un filet de sable en contre-bande sur tout armoiries de Michel de Bragance après son mariage avec Louise de Sousa et ensuite des Ducs de Lafões : Parti, en le premier: d'argent à cinq écussons d'azur disposés en croix, chaque écusson chargé de cinq besants d'argent, à la bordure de gueules chargé de sept châteaux d'or, un filet de sable en contre-bande sur tout; en le seconde: écartelé, le I et le IV d'argent à cinq écussons d'azur disposés en croix, chaque écusson chargé de cinq besants d'argent, à la bordure de gueules chargé de sept châteaux d'or, un filet de sable en contre-bande sur tout, le II et le III de gueules avec quatre croissants d'argent afrontés |

## Sources
- SOBRAL, J., As Armas da Casa de Bragança, Audaces, 2009